# سید مجتبی موسوی لاری

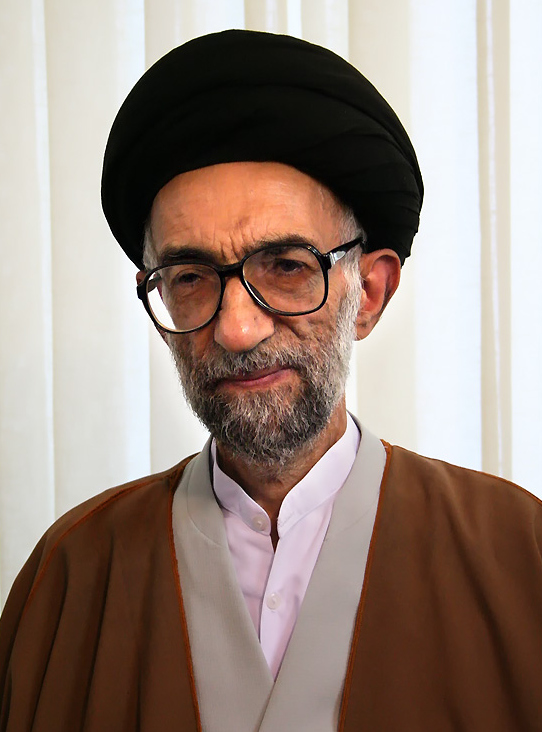
حجت الاسلام سید مجتبی موسوی لاری

سید عبدالمجتبی رکنی دزفولی مشهور به سید مجتبی موسوی لاری (۱۳۱۴، لار - ۱۹ اسفند ۱۳۹۱، لار)، روحانی، نویسنده ایرانی واز نوادگان سید عبدالحسین لاری است، وی از سال ۱۳۴۱ با مجله مکتب اسلام و سید کاظم شریعتمداری همکاری کرد و به همین جهت ارتباطش با ناصر مکارم شیرازی را تا پایان عمرش حفظ کرد.

## آثار
«مشکلات اخلاقی و روانی»، «اسلام و سیمای تمدن غرب»، «رسالت اخلاق در تکامل انسان»، «مبانی اعتقادات در اسلام» از جمله آثار اوست. وی «مرکز نشر معارف اسلامی در جهان» را تأسیس کرده بود که به نشر کتب اسلامی و از جمله ترجمه آثار او به زبانهای غیرفارسی می‌پرداخت.

## درگذشت
لاری در ۱۹ اسفندماه ۱۳۹۱ درگذشت. سیدعلی خامنه‌ای و دیگر مسئولین حکومتی طی پیامهایی درگذشت وی را تسلیت گفتند.